# Народний засідатель
Народний засідатель — громадянин, який у випадках, визначених законом, вирішує судові справи спільно з професійним суддею.
Призначення інституту народних засідателів — допомога суддям у їх професійній діяльності, контроль суспільства над судочинством, забезпечення безпосередньої участі народу у здійсненні правосуддя.
Суттєве поширення він має серед пострадянських країн, а також у В'єтнамі та КНДР. В Росії функціонував до 2004 року, в Україні — до 2016 (формально)[⇨].
Аналогом інституту народних засідателів у романо-германській правовій сім'ї є відправлення правосуддя за участю шеффенів. У Болгарії вони називаються судовими засідателями (болг. съдебните заседатели), у Польщі — лавниками (пол. ławnik, мн. ławnicy).
Японія почала впровадження нової системи народних засідателів у 2009 році.

## Народні засідателі в Радянському Союзі

Радянський соціальний плакат, що ілюструє народних засідателів у радянській судовій системі. Леонід Голованов, 1951 рік.

За радянської доби принцип народовладдя в судовій системі пов'язувався з тим, що правосуддя відправляли народні засідателі разом із професійним суддею. Ленін зазначав, що «громадяни повинні поголовно брати участь у суді».
Вперше на території України народні засідателі були обрані 1922 року.
У той час як судді обиралися на загальних виборах населення відповідної адміністративної одиниці, народних засідателів обирали в трудових колективах.
Така видимість демократії носила декларативний характер, бо виборність як суддів, так і народних засідателів пов'язувалася з приналежністю до комсомолу чи комуністичної партії, за рахунок цього до судочинства привносився «політичний дух»[ненейтрально].
Виконання обов'язків народного засідателя було обов'язком робітників і службовців. Їх статус визначався Законом «Про судоустрій СРСР, союзних і автономних республік» (1938), Цивільним процесуальним кодексом УРСР (1924; 1929; 1963), Основами цивільного судочинства Союзу РСР і союзних республік (1961), Кримінально-процесуальним кодексом УРСР (1960).
За тогочасним законодавством усі кримінальні справи по першій інстанції; цивільні справи позовного провадження повинні були розглядатися у складі народного судді і двох народних засідателів. Разом із тим, цивільні справи окремого провадження народний суддя розглядав одноособово до 1963 року.
Ще в 1940-х роках відзначалося, що народні засідателі відіграють напрочуд пасивну і байдужу роль у судових засіданнях.
У разі заявлення головуючому судді відводу народні засідателі самі вирішували дане клопотання в нарадчій кімнаті (ст. 22 ЦПК УРСР 1963).
Через народних засідателів радянська держава посилювала свій вплив на судочинство. Наприклад, визнати особу недієздатною чи обмежено дієздатною при необхідності можна було більшістю голосів суддів. Таку більшість створювали «потрібні» народні засідателі. Суд контролювався партією з метою охорони радянського політичного устрою.
Наприкінці 70-х у СРСР притихнув розпал «революційності». Інститут народних засідателів поступово починає втрачати своє «політичне» значення. Народні засідателі почали обиратися скоріше як данина революційній історії становлення судової системи, аніж практичній чи правовій доцільності. Їх участь в основі своїй почала зводитися лише до присутності в судовому засіданні.[ненейтрально]
Народні засідателі, на думку Ясинок М.М., втрачали інтерес до участі в судочинстві, справи відкладали через їх неявку.

## Народні засідателі в сучасній Україні
Після здобуття незалежності України інститут народних засідателів був ліквідований як пострадянський елемент судової системи, проте
Конституція України у статті 124 проголосила, що 
| Народ безпосередньо бере участь у здійсненні правосуддя через народних засідателів і присяжних. |
Закон України «Про судоустрій і статус суддів» (в редакції після 2015 року) визначав, що народним засідателем є громадянин України, який у випадках, визначених процесуальним законом, та за його згодою вирішує справи у складі суду разом із професійним суддею, забезпечуючи згідно з Конституцією України безпосередню участь народу у здійсненні правосуддя.
Народні засідателі під час розгляду і вирішення справ користуються повноваженнями судді.
Передбачені списки народних засідателів, що затверджуються рішенням відповідної місцевої ради і переглядаються у разі необхідності.
Народним засідателем може бути громадянин України, який досяг тридцятирічного віку і постійно проживає на відповідній території. Законом визначено, хто не може бути народним засідателем; їх обов'язки; правила щодо несумісності.
Суд залучає народних засідателів до здійснення правосуддя у порядку черговості на час не більше одного місяця на рік. Їм виплачується винагорода і на них поширюються гарантії незалежності і недоторканності суддів (протягом часу виконання обов'язків зі здійснення правосуддя).
Судовою реформою 2016 року з законодавства виключено всі згадки про народних засідателів.

### Категорії справ, що слухалися за участі народних засідателів
Згідно з частиною 4 статті 234 ЦПК України, суд у складі одного судді і двох народних засідателів розглядав у порядку окремого провадження лише цивільні справи щодо:
1. обмеження цивільної дієздатності фізичної особи, визнання фізичної особи недієздатною та поновлення цивільної дієздатності фізичної особи;
2. визнання фізичної особи безвісно відсутньою чи оголошення її померлою;
3. усиновлення;
4. надання особі психіатричної допомоги в примусовому порядку;
5. примусову госпіталізацію до протитуберкульозного закладу.

## Критика інституту народних засідателів
За словами тодішнього першого заступника Голови Верховного Суду України П. Г. Цупренка, станом на 1991 рік народні засідателі (яких всього в Україні було близько 133 тисяч) масово відмовлялися від явки до суду. Причини цього:
 — у зв'язку з поступовим переходом до ринкових відносин керівники підприємств і організацій не були зацікавлені відпускати народних засідателів у суд, нерідко чинили їм перепони з цього приводу;
 — самі народні засідателі не були зацікавлені брати участь у розгляді справ, оскільки втрачали у заробітку на час виконання обов'язків у суді, а нерідко втрачали і роботу;
 — народні засідателі нерідко боялися брати участь у розгляді справ, оскільки їм, їхнім сім'ям (як і суддям) погрожували, шантажували, на них нападали злочинці.
Як наслідок, у 1991 році було зірвано більш як 10 тисяч судових процесів.
Станом на 2011 рік  списки народних засідателів взагалі практично ніде не були сформовані.
А ситуації, коли в одному суді 19 судових справ за участю народних засідателів відкладаються в сукупності 21 раз через неявку останніх, є вочевидь неприйнятними.
Деякі автори вважають, що інститут народних засідателів «віджив своє і його скасування може бути виправданим, адже досвід більшості держав з розвинутою правовою культурою демонструє відмову від такої форми судочинства».